# Покахонтас (Айова)
Покахонтас (англ. Pocahontas) — місто (англ. city) в США, в окрузі Покахонтас штату Айова. Населення — 1867 осіб (2020).

## Географія
Покахонтас розташований за координатами 42°44′14″ пн. ш. 94°39′58″ зх. д. / 42.73722° пн. ш. 94.66611° зх. д. (42.737136, -94.666131).  За даними Бюро перепису населення США в 2010 році місто мало площу 5,22 км², уся площа — суходіл.

## Демографія
Згідно з переписом 2010 року, у місті мешкало 1789 осіб у 852 домогосподарствах у складі 493 родин. Густота населення становила 343 особи/км².  Було 953 помешкання (182/км²).
Расовий склад населення:
| - 98,3 % — білих - 0,3 % — чорних або афроамериканців - 0,1 % — вихідців з тихоокеанських островів - 0,1 % — корінних американців - 0,1 % — азіатів |

До двох чи більше рас належало 1,0 %. Частка іспаномовних становила 1,3 % від усіх жителів.
За віковим діапазоном населення розподілялося таким чином: 19,2 % — особи молодші 18 років, 51,6 % — особи у віці 18—64 років, 29,2 % — особи у віці 65 років та старші. Медіана віку мешканця становила 51,1 року. На 100 осіб жіночої статі у місті припадало 87,3 чоловіків;  на 100 жінок у віці від 18 років та старших — 84,9 чоловіків також старших 18 років.
Середній дохід на одне домашнє господарство  становив 50 860 доларів США (медіана — 41 447), а середній дохід на одну сім'ю — 71 584 долари (медіана — 63 500). Медіана доходів становила 42 125 доларів для чоловіків та 30 972 долари для жінок. За межею бідності перебувало 14,5 % осіб, у тому числі 11,3 % дітей у віці до 18 років та 11,0 % осіб у віці 65 років та старших.
Цивільне працевлаштоване населення становило 775 осіб. Основні галузі зайнятості: освіта, охорона здоров'я та соціальна допомога — 25,4 %, виробництво — 17,3 %, роздрібна торгівля — 15,0 %.